# Рококо в России

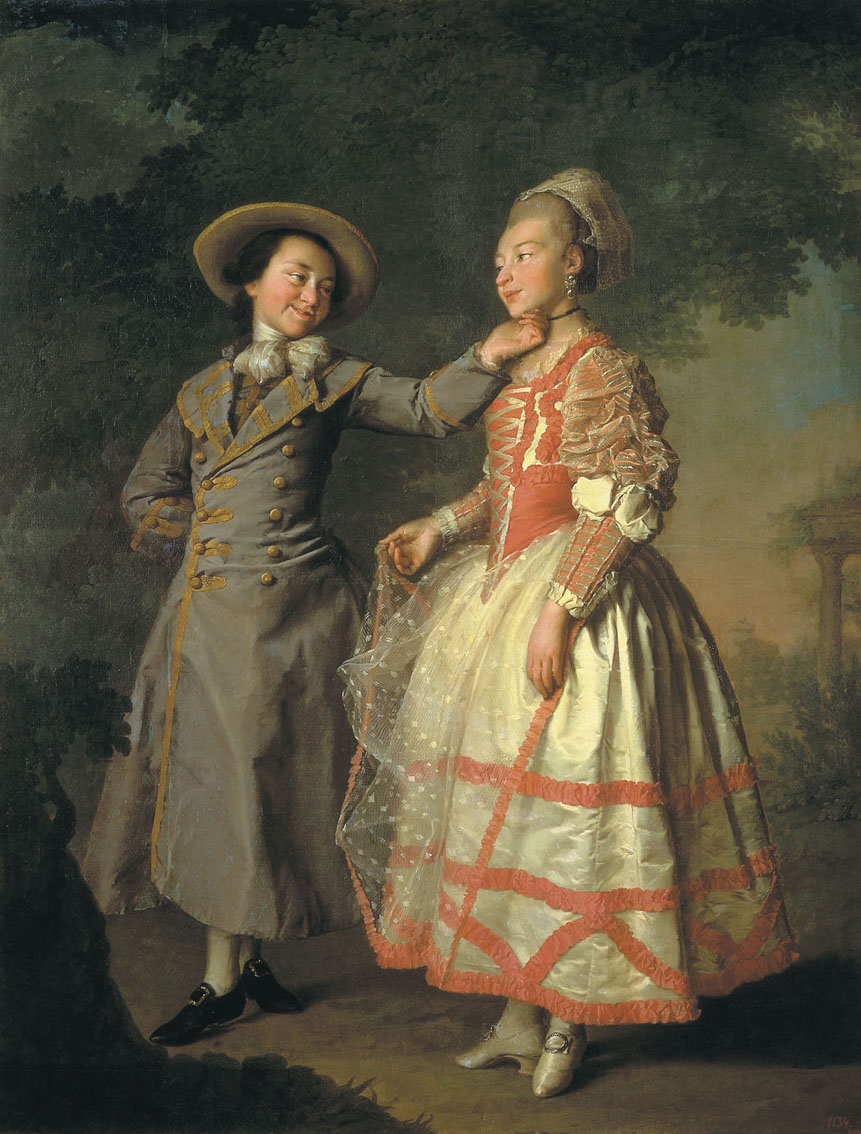
Д. Г. Левицкий. Портрет Екатерины Хрущевой и княжны Екатерины Хованской. Из цикла «Смолянки». 1773. Холст, масло. Государственный Русский музей, Санкт-Петербург

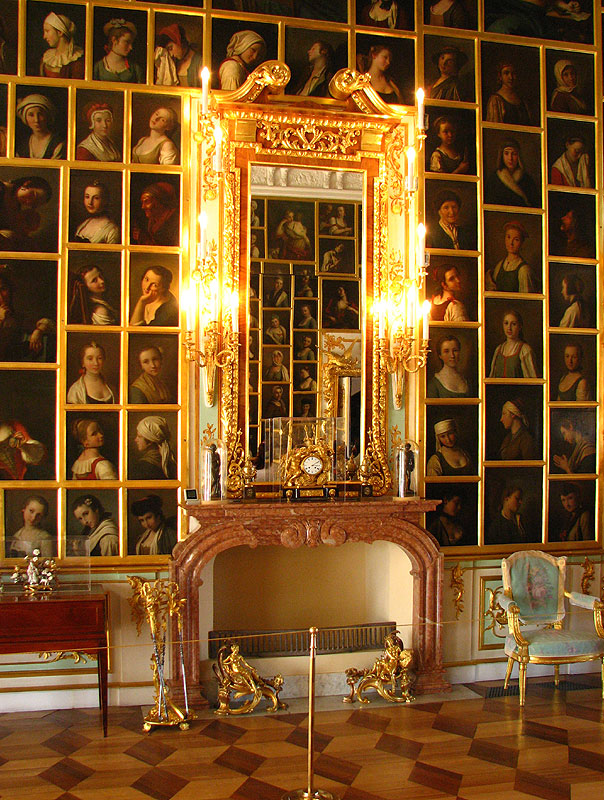
Портреты работы П. Ротари в «Кабинете мод и граций» в Большом Петергофском дворце. 1764

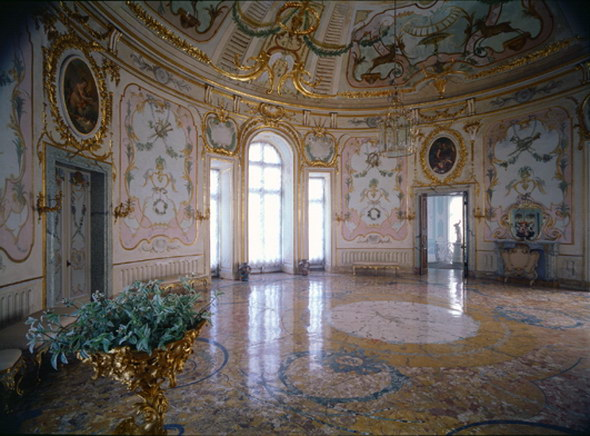
Интерьер павильона Катальной горки в Ораниенбауме. 1762 −1774. Проект А. Ринальди

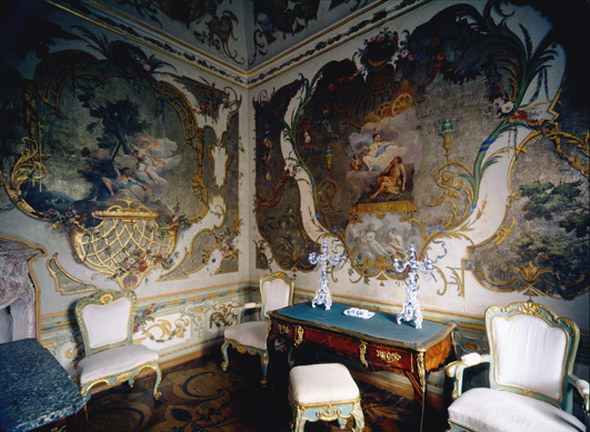
«Золотой кабинет» в Китайском дворце Ораниенбаума. Архитектор А. Ринальди. Панно С. Бароцци и С. Торелли. Холст, масло. 1762—1764

Рококо в России — обобщающее название различных проявлений эстетики и художественных форм общеевропейского стиля рококо XVIII века в истории русского искусства.

## Историко-региональные особенности «русского рококо»
В отличие от «больших художественных стилей»: барокко и классицизма «русское рококо» имело достаточно узкое распространение, затронувшее в основном орнаментальное , декоративно-прикладное, монументально-декоративное искусство, отчасти архитектуру, главным образом в оформлении архитектурного интерьера, и лишь косвенно живопись и скульптуру. Стиль рококо — оригинальное французское изобретение, выпадающие из основной линии эволюции постренессансных архитектурных стилей: классицизм — барокко — неоклассицизм. Ещё одна особенность заключается в том, что даже в Париже стиль рококо формируется в 1740-х годах и далее развивается параллельно с нарождающимся неоклассицизмом позднего «стиля Людовика XV» и периодом правления Людовика XVI (1774—1792). В отличие от барочных картушей, волют, раскреповок антаблемента, завиток рокайля носит атектоничный и деструктивный характер. Отсюда слабая распространённость стиля рококо в архитектуре (за исключением интерьеров и последующих стилевых модификаций запоздалого барочно-рокайльного стиля середины XVIII века в искусстве Баварии, Саксонии и России в лице Бартоломео Франческо Растрелли.
В барочных завитках-волютах идеально выражены конструктивное усилие, динамика и напряжение форм. Атектоничность рокайля объясняет почему, в отличие от волют и консолей, этот элемент не встречается в архитектурных конструкциях, а только в орнаменте, в том числе архитектурном, как бы наложенным на стену, а также, в наибольшей степени, в орнаментальной гравюре, декоративной резьбе, вышивке, чеканке по металлу и ювелирном искусстве.
Отбросив помпезность и напыщенность искусства времён Людовика XIV, архитектура малых, камерных форм стиля рококо стремится быть лёгкой, приветливой, игривой. Архитекторы и рисовальщики не заботятся ни об органичном сочетании и распределении частей сооружения, ни о целесообразности их форм, а распоряжаются ими произвольно, вплоть до каприза, избегают симметрии, без конца варьируют расчленения и орнаментальные детали. Поэтому специалисты именуют основной принцип формообразования в стиле рококо не тектоничным, а «вариационным».
Не случайно заимствование и усвоение казалось бы чуждых русскому искусству форм стиля рококо связаны, главным образом, с эпохой императрицы Елизаветы Петровны, не получив продолжения за исключением раннего периода в царствование Екатерины Великой. Интерес Петра III к рококо остается малоисследованным, хотя судя по всему, его интересовал немецкий вариант так называемого фридерицианского рококо.

### Архитектура
В русской архитектуре элементы французского рококо проявлены в творчестве архитектурного гения эпохи Б. Ф. Растрелли Младшего, соединившего в своем неповторимом индивидуальном стиле элементы рокайля, итальянского барокко, классицизма, красочности и декоративной сочности русского народного искусства. Расцвет его творчества приходится на елизаветинскую эпоху. В определении созданного им уникального стиля в истории искусствознания нет единства, его называют русским рококо, елизаветинским барокко, барочно-рокайльным стилем.
Существуют сравнения и с прусским, или фридерицианским, рококо. Стиль русского рококо сохраняется и в ранние екатерининские годы (время великой княгини Екатерины Алексеевны), причём особенной популярностью пользуется внутристилевое течение шинуазри, или «китайщина», также порождённое эстетикой рококо. Однако, в отличие от Франции, где этот стиль формировался ещё с 1720-х годов, в России он оказывается кратковременным, обрываясь с воцарением императрицы Екатерины, предпочитавшей классицизм и по своему воцарению отправившей зодчего Растрелли в 1763 году в отставку. Как и в странах Западной Европы, но в гораздо большей степени, рококо остается камерным стилем, для личного применения, заметным более в интерьерах и декоре, чем в наружных фасадах зданий.
В ранний период великой княгини Екатерины Алексеевны практически все здания построены одним мастером, приглашённым великой княгиней для строительства своей усадьбы в Ораниенбауме: Антонио Ринальди возводит Китайский дворец и другие постройки. Впрочем, в стиле Ринальди уже явственны черты раннего екатерининского классицизма).

### Живопись
Иностранные художники, приехавшие в Россию в петровское и елизаветинское время: Луи Каравакк, Иоганн Фридрих Гроот, Пьетро Ротари, представители так называемой россики, способствовали становлению новой, русской художественной школы, в том числе академической, — главным образом, в живописных формах стиля рококо. Один из характернейших примеров — «Кабинет мод и граций» в Большом Петергофском дворце, украшенный в 1764 году шпалерной развеской девичьих «головок» кисти Пьетро Ротари. (В екатерининское время его картинами украсят Портретную (Кабинет Ротари) в Китайском дворце в Ораниенбауме). М. М. Алленов писал, что Гроот и Ротари «предложат разные, каждый в своем роде совершенный, варианты рококо. Гроот — утонченный колорист и „костюмер“, с оттенком чуть гротескового юмора (…); Ротари — изощрённый „композитор“ малоформатных изображений, великолепный мастер тонального колорита и фарфорово-глянцевой фактуры. (…) Между названными фигурами — целый ряд вариантов рококо, в середине которого можно поставить Ивана Вишнякова».
Характеризуя стилистику живописи рококо, Алленов писал: «Известная и многократно отмечавшаяся в разных оценочных категориях „легкомысленность“ рококо была художественной задачей стиля, можно сказать, его освободительной миссией. А именно, всё величественное, державно-властительное, а потому способное устрашать освобождалось от этой своей способности, лишалось серьёзности, пафоса. Кукольность типажа, пристрастие к детскому портрету, неожиданные типологические пересечения, например парадного императорского и костюмированного портрета, — все это черты принципиальной антипатетичности, в которой заявляет о себе дух скептицизма, свойственный „веку Разума“».
Опыт Ивана Вишнякова, ученика Луи Каравака, действительно, особенно интересен среди представителей русского рококо. Он своеобразно воспринял уроки западноевропейской живописи, переработал элементы модного тогда рококо — и соединил это с допетровской традицией. Его «Портрет Сары Фермор» (1750) — «подлинное „русское рококо“, смесь изысканности и примитивности, живописи и парсунности» (по словам А. Эфроса). В своём исследовании творчества художника Т. В. Ильина, подчёркивая преемственность живописной манеры Вишнякова от Каравака и стиля французского рококо, при всей самобытности его творчества, соотносит работы Вишнякова также с творчеством Антуана Ватто и эстетикой французского стиля Регентства. У Ротари было множество русских учеников, среди них выдающиеся мастера следующей эпохи екатерининского классицизма: Ф. С. Рокотов и А. П. Антропов.
Учеником Гроота был Иван Аргунов, шереметьевский крепостной. В творчестве Алексея Антропова рокайльная кукольность «получает неожиданный оборот: его персонажи начинают напоминать ярко раскрашенные глиняные, вроде вятской игрушки, или деревянные портретные скульптуры, воспроизведенные живописным способом».
«Отчётливая рокайльность», по обоюдному мнению Т. В. Ильиной и С. М. Даниэля присуща живописи Дмитрия Левицкого. Камерность и несколько кукольная, «игрушечная тонкость» портретных образов, созданных этими двумя мастерами екатерининского времени, — характерные черты рококо, которое, в отличие от барокко и классицизма, не было «высоким» стилем, но отражало тонкие движения души конкретного человека.
В декоративных росписях и панно архитектурных интерьеров стилистика рококо ощущалась гораздо сильнее, чем в портретном или историческом жанрах, например десюдепорты Бориса Суходольского, декоративные работы Ивана Фирсова. В середине XVIII века рокайльная стилистика проникает и в иконопись, что видно по творчеству Михаила Фунтусова.

#### Живописцы
Наиболее известные живописцы, в творчестве которых ощутимо влияние стиля рококо:

| россика: - Джузеппе Валериани - Велли, Жан Луи де - Пьетро Градицци - Георг Кристоф Гроот - Луи Каравак - Жан-Марк Натье - Пьетро Ротари - Стефано Торелли - Луи Токке - Франческо Фонтебассо | русские мастера: - Иван Аргунов - Алексей Антропов - Иван Вишняков - Дмитрий Левицкий - Андрей Матвеев - Фёдор Рокотов - Борис Суходольский - Иван Фирсов |

#### Здания
- Летний дворец Елизаветы Петровны в Петербурге (1741-4 гг.), построен Франческо Бартоломмео Растрелли, не сохранился. Имел и барочные, и рокайльные элементы
- Павильон «Грот» в усадьбе Кусково (Москва)[19], построенный в 1755—1761 годах под руководством Фёдора Аргунова

Постройки Антонио Ринальди:
- Китайский дворец в Ораниенбауме
- Дворец Петра III (Каменный дом) в Ораниенбауме
- Павильон Катальной горки в Ораниенбауме
- Китайская деревня в Александровском парке Царского Села (завершена в начале XIX века)
- Китайский театр в Царском селе

### Скульптура
В скульптуре элементы стиля рококо по сравнению с барокко и классицизмом проявлены намного слабее, чем в других видах искусства. Однако стилистика рококо отчасти проявляется во многих скульптурных произведениях эпохи екатерининского классицизма, например, по мнению С. М. Даниэля, в монументальном «Медном всаднике» работы французского скульптора Этьена Мориса Фальконе и, особенно, в его мелкой пластике, в том числе в моделях для фарфора. Федот Иванович Шубин, учившийся у французского скульптора Н.-Ф. Жилле, также демонстрирует в своем творчестве отчётливое влияние «стиля рокайля», хотя и не в такой степени, как у французских мастеров его эпохи: «декоративное изящество силуэта, осязательное фактурное „гурманство“ в обработке поверхности и непременный „апломб мастерства“»).

#### Скульпторы
- Николя Жилле
- Луи Роллан
- Этьен Морис Фальконе
- Федот Шубин

### Декоративно-прикладное искусство
В елизаветинское время был изобретён русский фарфор. Российская императрица, ориентированная на французскую и саксонскую моду, страстно желала иметь свой фарфор. После многих неудач изобретение «порцелина» было поручено молодому учёному Дмитрию Ивановичу Виноградову. В конце 1746 года, использовав гжельские белые глины, Виноградов сумел получить удовлетворительный белый фарфор — один из самых востребованных материалов эпохи рококо.
В 1756 году на «порцелиновой мануфактуре», изготовили «Собственный сервиз» Елизаветы Петровны. Многие предметы этого сервиза сохранились. Они имеют волнистый, или фестончатый, край и декорированы рельефной плетёнкой, дополненной росписью пурпуром и позолотой. В узлах сетки-плетёнки помещены лепные цветочки: на отдельных предметах — лепные гирлянды с росписью. Лепка и роспись выполнены Виноградовым. «Собственный сервиз» — шедевр декоративно-прикладного искусства, отражающий вкусы «елизаветинского рококо».
В эпоху «русского рококо» Михаил Васильевич Ломоносов разрабатывал рецепты получения цветного стекла и смальты ради возрождения мозаичного искусства, существовавшего в X—XI веках в Киевской Руси. С двумя помощниками, учениками Рисовальной палаты — Матвеем Васильевым и Ефимом Мельниковым — Ломоносов стал создавать небольшие мозаичные картины. Среди них: «Св. Апостол Пётр», портреты Петра I (используя произведения Л.Каравака, Ж.-М.Наттье Младшего), великого князя Петра Фёдоровича, императрицы Елизаветы Петровны по оригиналам Л. Токке и Ф. С. Рокотова, Екатерины II, графа М. И. Воронцова, графа П. И. Шувалова. В 1762—1764 годах Ломоносов создал своё главное произведение: мозаичную картину «Полтавская баталия».
С живописной миниатюрой, модной в эпоху рококо, обработкой драгоценных камней и металлов связано искусство ювелиров, которому всегда придавалось важное значение при императорских дворах. Так над Большой короной императрицы Анны Иоанновны (1730) трудился немецкий ювелир Готтфрид Вильхельм Дункель. Швейцарец Иеремия (Еремей Петрович) Позье в 1729 году вместе с отцом приехал в Москву, с 1731 года учился ювелирному делу у французского мастера Граверо, с 1740 года работал самостоятельно. В 1762 году Иеремия Позье для торжественной коронации Екатерины II в Успенском соборе в Москве, выполнил Большую императорскую корону с 4936 бриллиантами, 75 жемчужинами и огромным рубином.

## Галерея

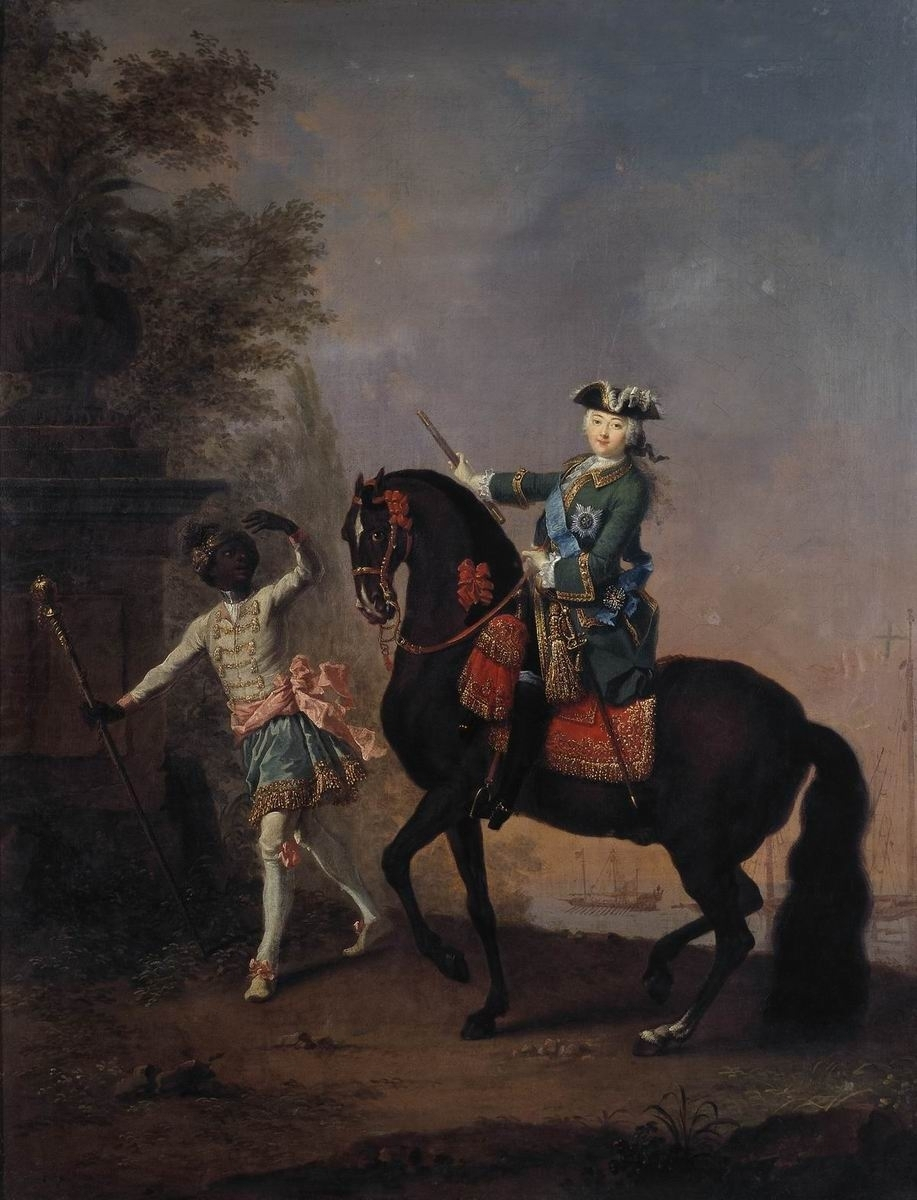
Г. К. Гроот. Императрица Елизавета Петровна с арапчонком. 1743. Холст, масло. Третьяковская галерея, Москва
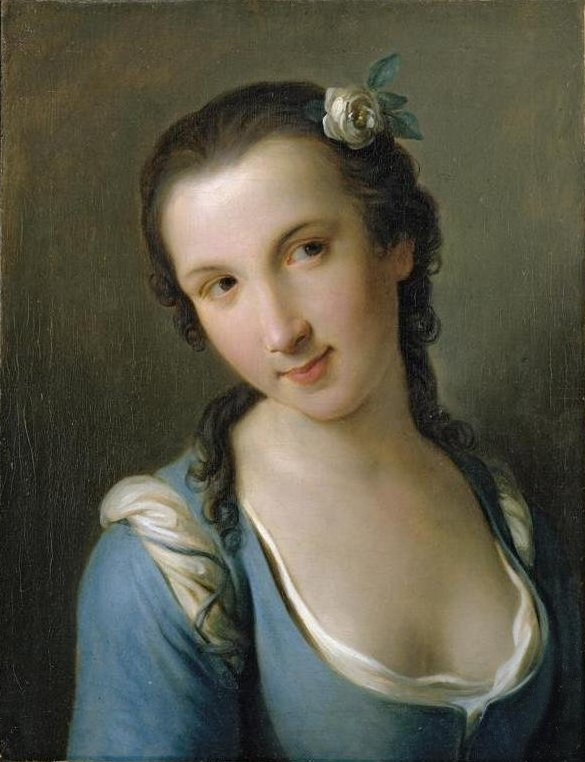
П. А. Ротари. Девушка в голубом. 1755. Холст, масло. Художественный музей Эль-Пасо, Техас, США
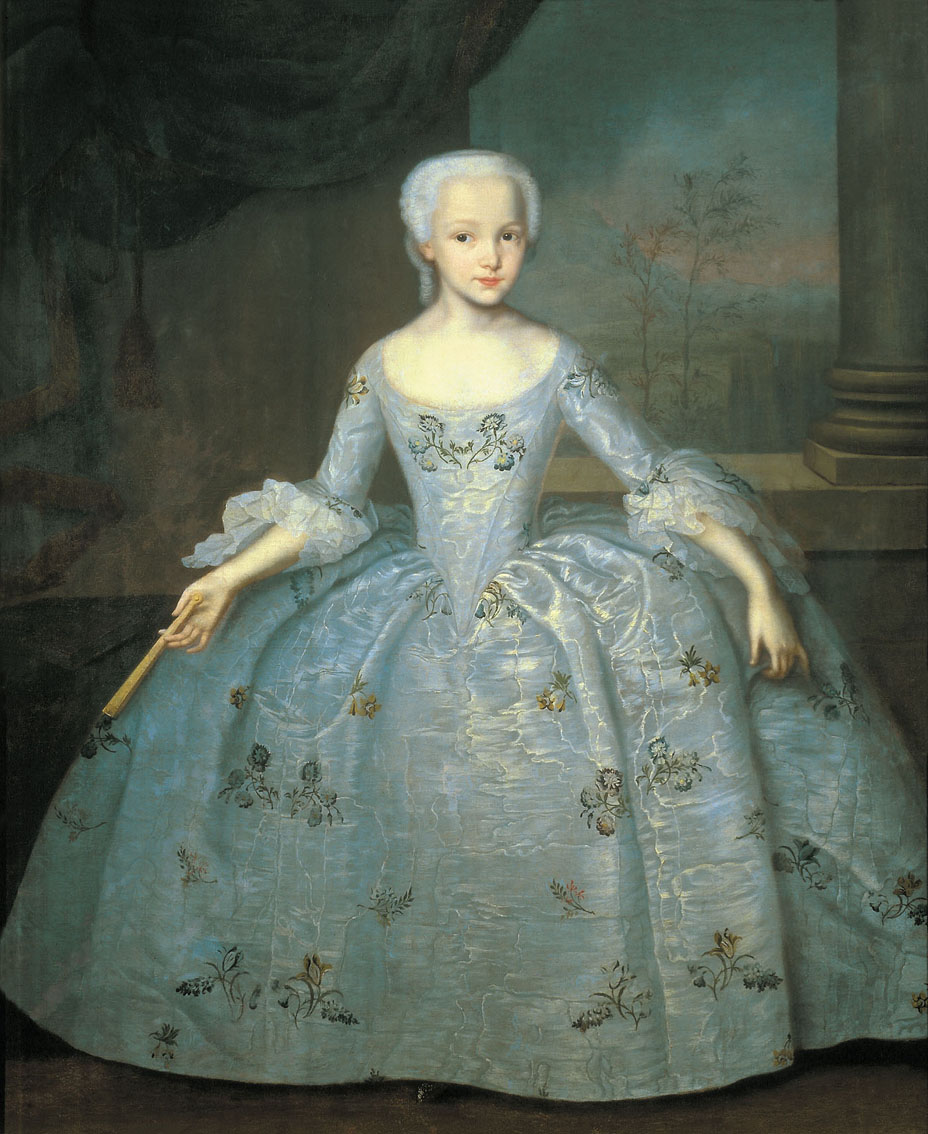
И. Я. Вишняков. Портрет Сарры Элеоноры Фермор. 1749. Холст, масло. Государственный Русский музей, Санкт-Петербург
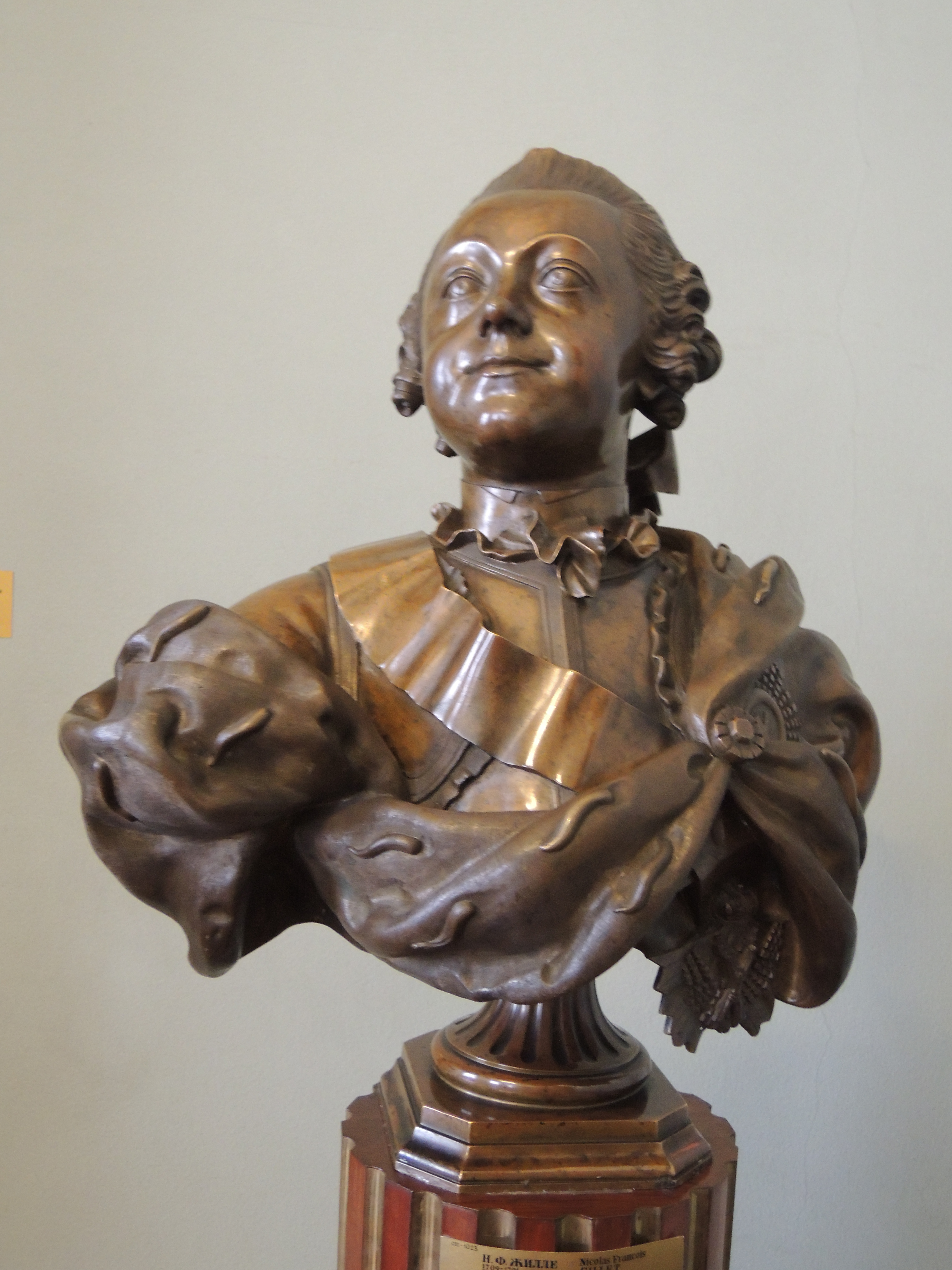
Н.-Ф. Жилле. Бюст Павла I. 1765. Государственный Русский музей, Санкт-Петербург
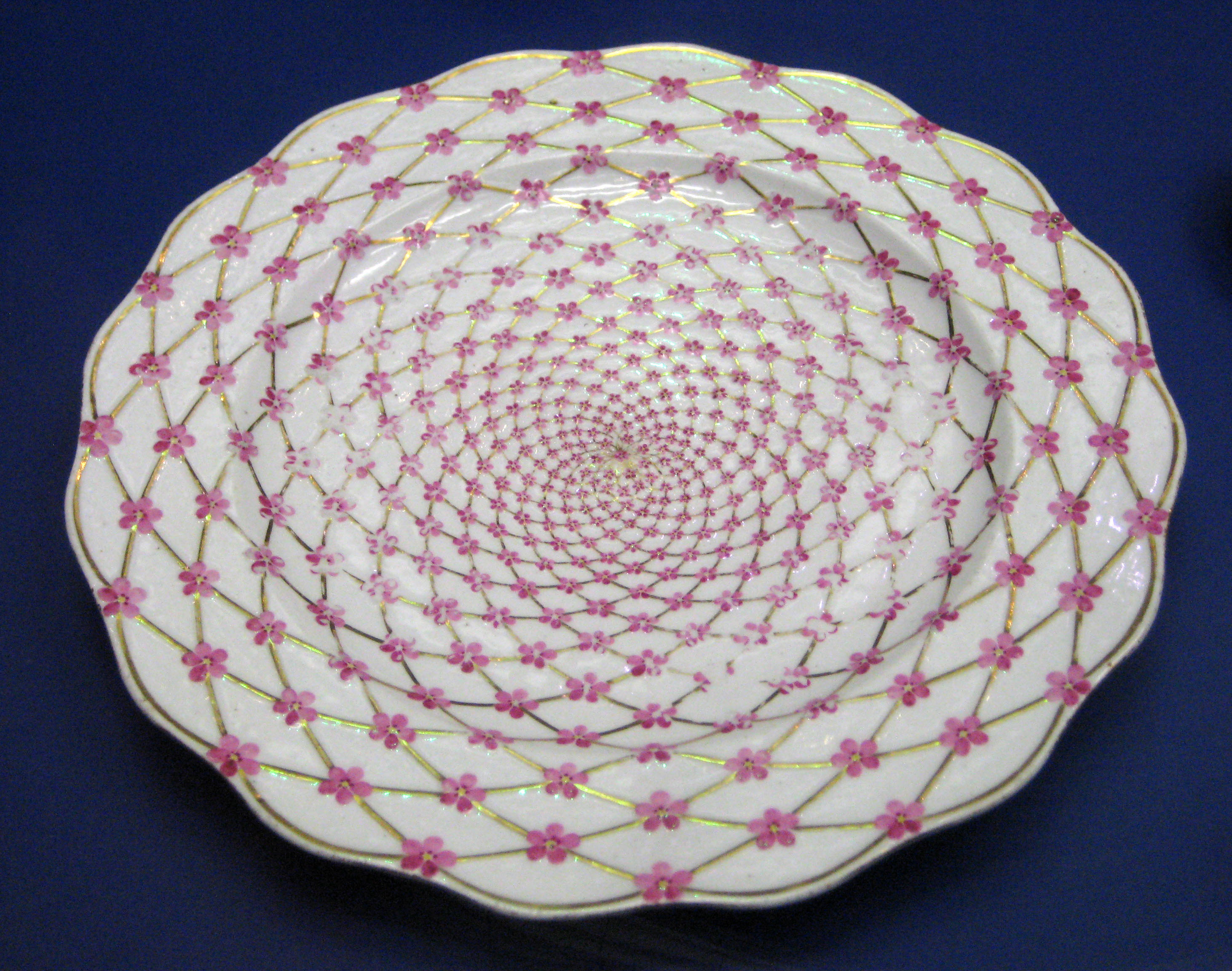
Тарелка Собственного сервиза императрицы Елизаветы Петровны. Фарфор
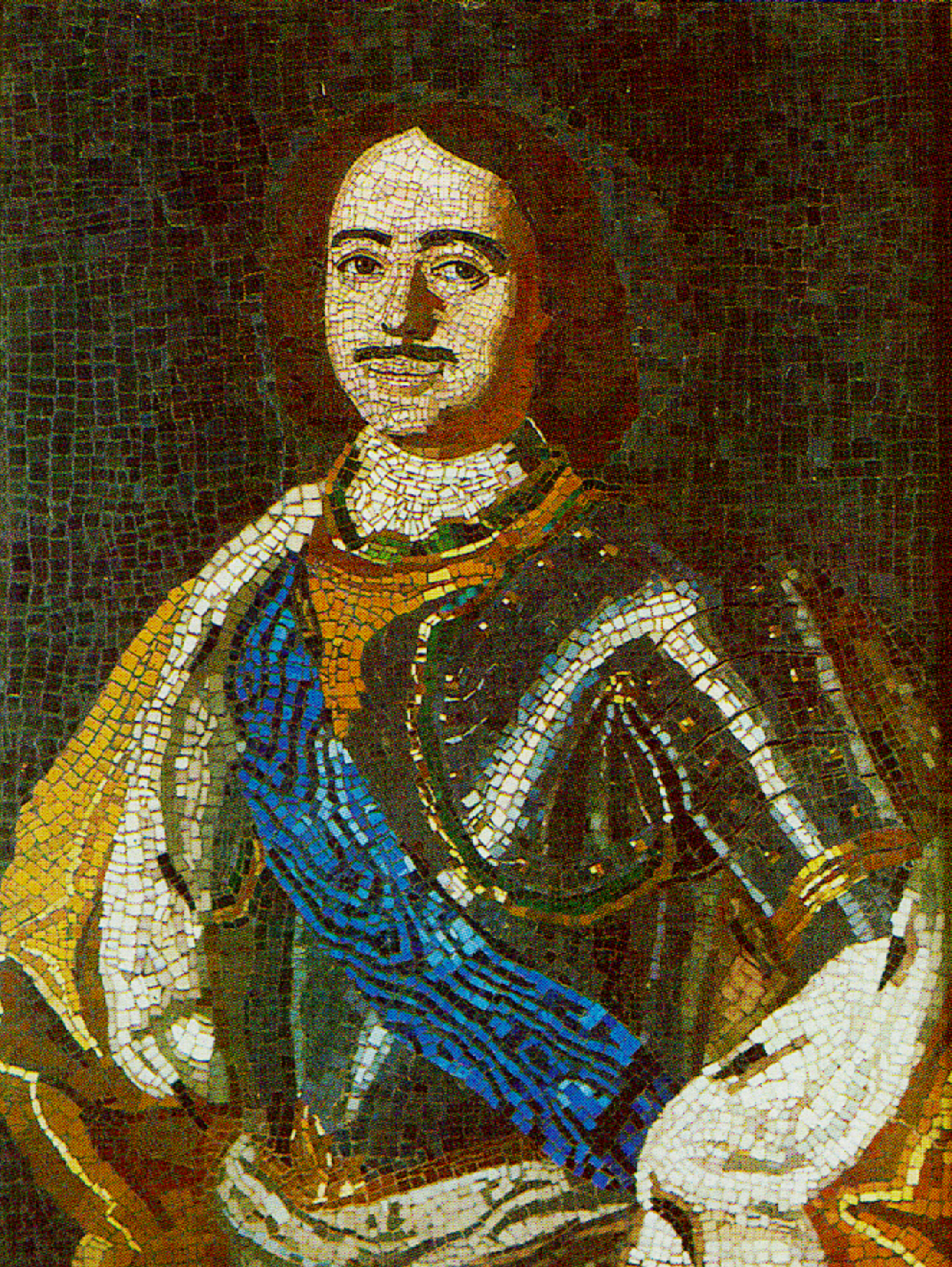
Портрет Петра I. Мозаика. Набрана М. В. Ломоносовым. 1754. Государственный Эрмитаж, Санкт-Петербург
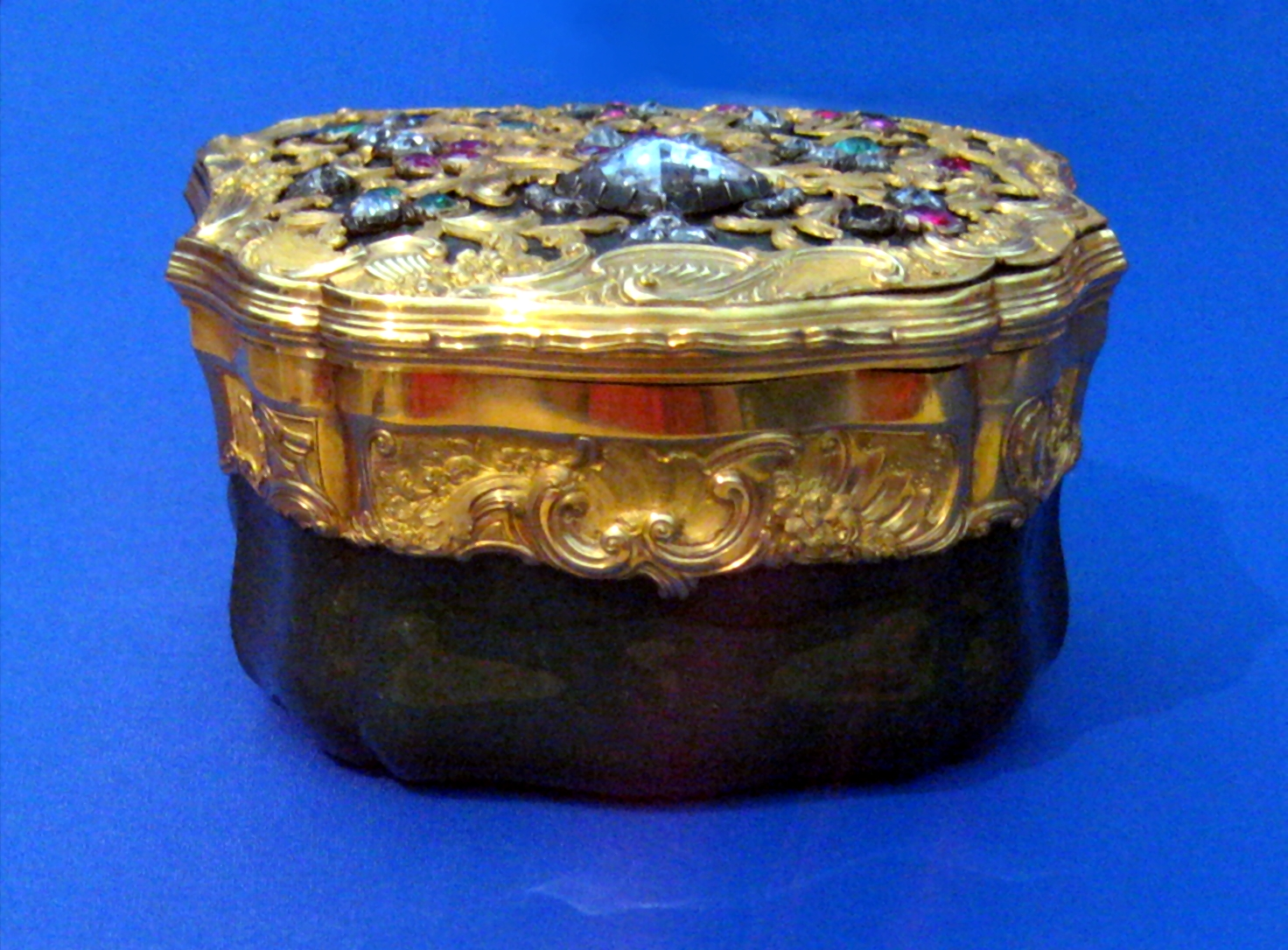
Табакерка эпохи Елизаветы Петровны

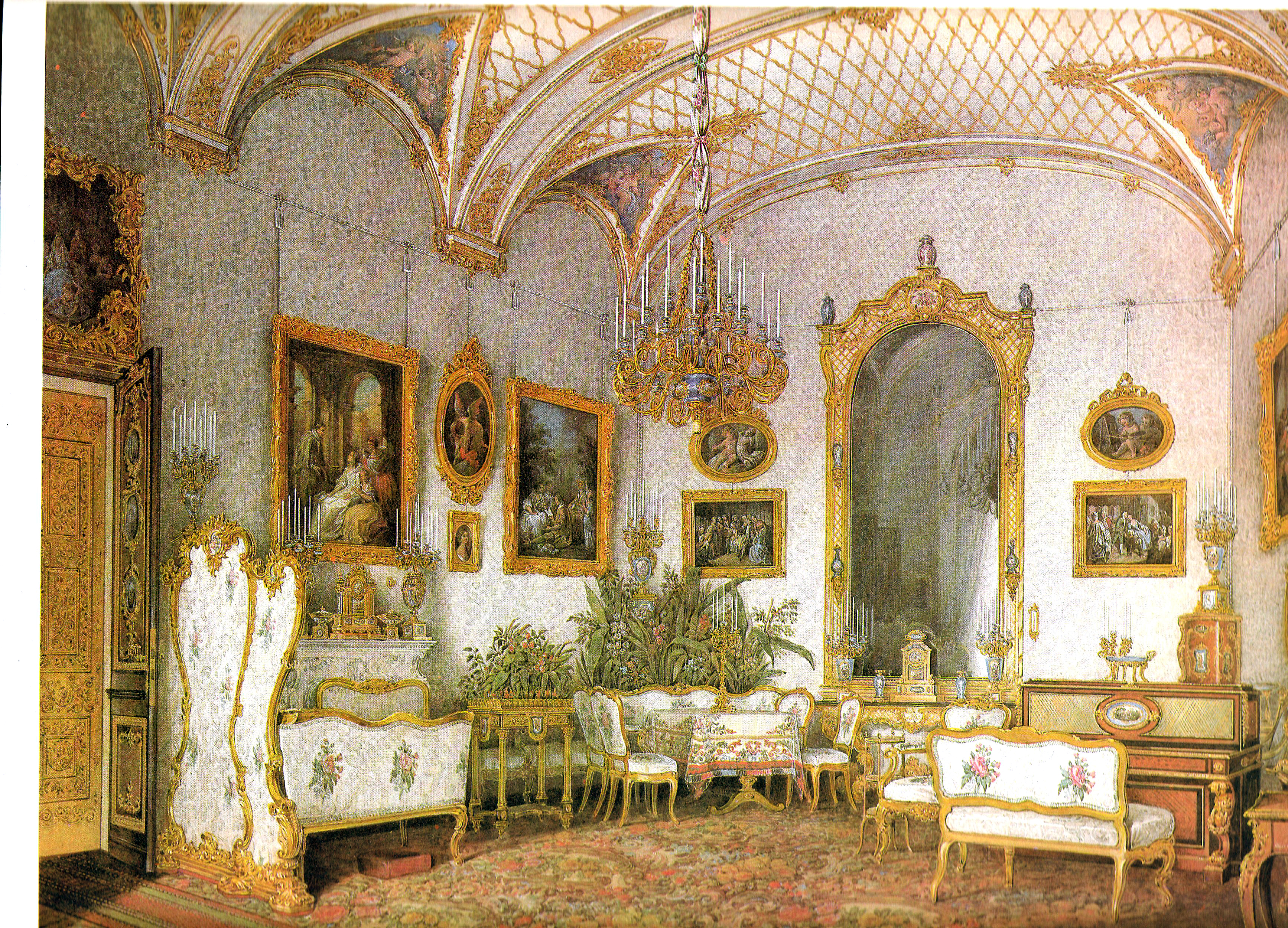
Белая (Розовая) Гостиная императрицы Александры Фёдоровны в Зимнем дворце. 1846—1847. Архитектор А. И. Штакеншнейдер. Акварель Э. П. Гау. 1861

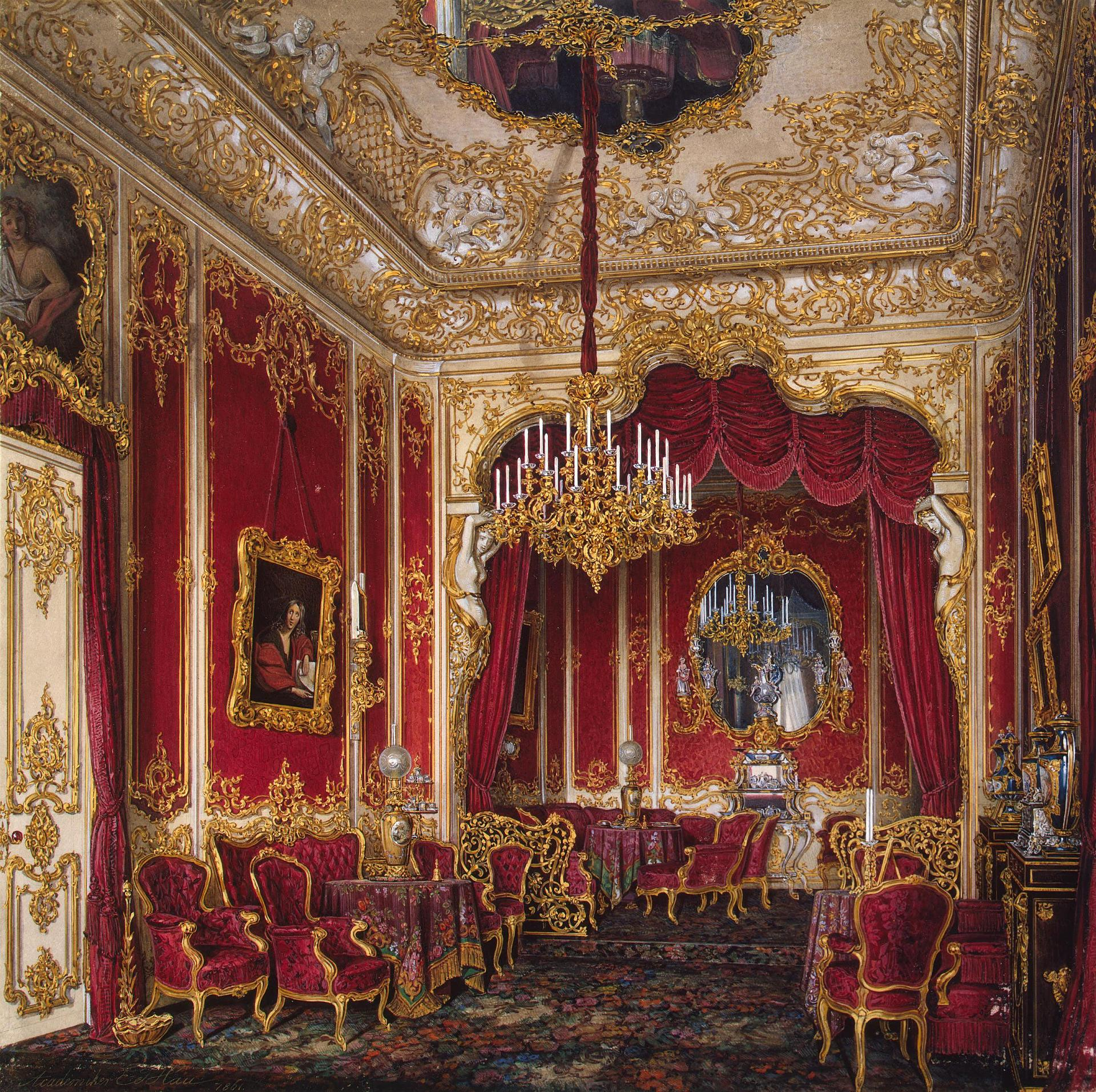
Будуар императрицы Марии Александровны а Зимнем дворце. 1853. Архитектор Г. Э. Боссе. Акварель Э. П. Гау. 1861

## Неорококо
Неорококо — один из неостилей периода историзма и эклектики середины и второй половины XIX века, основанный на воспроизведении основных стилевых черт рококо XVIII века. В наибольшей степени этот неостиль проявился в архитектуре и оформлении интерьеров зданий. В стиле неорококо XIX века принято выделять «второе рококо», «третье рококо» конца XIX века и «четвёртое рококо» как внутристилевое течение периода модерна.
Среди архитектурных произведений, отразивших основные черты неорококо, — отдельные интерьеры Дворца великого князя Алексея Александровича в Петербурге, Парадная лестница Екатерининского дворца, созданная в 1860—1863 годах И. А. Монигетти в стиле «второго рококо». В стиле неорококо оформлены интерьеры многих императорских резиденций второй половины XIX века: так называемая Розовая гостиная Александры Фёдоровны обставленная мебелью братьев Гамбс по эскизам архитектора А. И. Штакеншнейдера, Золотая гостиная и будуар великой княгини Марии Александровны, также созданные Штакеншнейдером и Г. Боссе.